# 范保顺
范保顺（1914年—1987年），男，湖北天门人，中华人民共和国军事人物，中国人民解放军少将，曾任山东省政协常委。